# China-Expeditionsarmee
Die China-Expeditionsarmee (jap. 支那派遣軍, Shina hakengun, hier mit der abwertenden aus dem Westen übernommenen Bezeichnung für China) war eine Hauptarmee (Heeresgruppe) des Kaiserlich Japanischen Heeres während des Zweiten Japanisch-Chinesischen Krieges und des Zweiten Weltkriegs. Sie war vom 12. September 1939 bis zum 15. August 1945 aktiv und eroberte große Gebiete der Republik China. Ihr Tsūshōgō (militärischer Deckname) war CGA.
Die China-Expeditionsarmee entstand teilweise aus der Zentralchina-Expeditionsarmee.

## Geschichte
Die China-Expeditionsarmee (CEA) entstand im September 1939 durch die Zusammenlegung der Zentralchina-Expeditionsarmee mit der Regionalarmee Nordchina und hatte ihr Hauptquartier während des gesamten Krieges in Nanjing. Die Regionalarmee Nordchina blieb als Verband bestehen und wurde der CEA lediglich unterstellt, ihr Hauptquartier befand sich in Peking. Die CEA war für alle militärischen Operationen in China zuständig. Auf dem Höhepunkt des Krieges zählte sie über 800.000 Mann, am Kriegsende noch 620.000 Mann. 1943 verschlechterte sich die Lage der Japaner im Pazifikkrieg und Truppen der CEA wurden abgezogen und in den Kampf gegen die Alliierten geschickt. Dadurch verloren die Japaner immer mehr an Boden in China. Zusätzlich mussten sie gegen Partisanen kämpfen. Im Jahr 1944 mobilisierte die CEA durch Verstärkungen von der Kwantung-Armee noch einmal annähernd 400.000 Mann für ihre größte Operation, die Operation Ichi-gō, die der letzte japanische Erfolg in China war. Nach der Kapitulation Japans im August 1945 behielten die Truppen der Hauptarmee bis zur Entwaffnung durch Truppen der Nationalrevolutionären Armee ihre Waffen, um eine kommunistische Übernahme der besetzten Gebiete zu verhindern.

## Kommandeure
|    | Name                                 | Von                | Bis               |
| -- | ------------------------------------ | ------------------ | ----------------- |
| 1. | General Nishio Toshizō               | 22. September 1939 | 1. März 1941      |
| 2. | Gensui (Feldmarschall) Hata Shunroku | 1. März 1941       | 23. November 1944 |
| 3. | General Okamura Yasuji               | 23. November 1944  | 9. September 1945 |

## Untergeordnete Einheiten
Folgende Einheiten waren der China-Expeditionsarmee im Herbst 1944 untergeordnet:
- Regionalarmee Nordchina
  - Garnisonsarmee Mongolei
    - 118. Division
    - 2. Selbstständige Gemischte Brigade

  - 43. Armee
    - 47. Division
    - 1. Selbstständige Gemischte Brigade
    - 5. Gemischte Infanterie-Brigade

  - 1. Armee
    - 114. Division
    - 3. Gemischte Infanterie-Brigade
    - 10. Gemischte Infanterie-Brigade
    - 14. Gemischte Infanterie-Brigade

  - 12. Armee
    - 110. Division
    - 115. Division
    - 3. Panzer-Division
    - 4. Kavallerie-Brigade

- 6. Regionalarmee (Oberkommando am 25. August 1944 aktiviert)
  - Direkt unterstellt (Reserven)
    - 70. Division
    - 133. Division
    - 62. Gemischte Infanterie-Brigade
    - 89. Gemischte Infanterie-Brigade
    - 91. Gemischte Infanterie-Brigade
    - 1. und 13. Luftbrigade

  - 11. Armee
    - 3. Division
    - 13. Division
    - 27. Division
    - 34. Division
    - 40. Division
    - 131. Division
    - 58. Division
    - 22. Gemischte Infanterie-Brigade
    - 88. Gemischte Infanterie-Brigade

  - 13. Armee
    - 60. Division
    - 61. Division
    - 65. Division
    - 69. Division
    - 161. Division
    - 90. Gemischte Infanterie-Brigade
    - 92. Gemischte Infanterie-Brigade

  - 20. Armee
    - 64. Division
    - 68. Division
    - 116. Division
    - 81. Gemischte Infanterie-Brigade
    - 82. Gemischte Infanterie-Brigade
    - 86. Gemischte Infanterie-Brigade
    - 87. Gemischte Infanterie-Brigade

  - 23. Armee
    - 104. Division
    - 129. Division
    - 130. Division
    - 23. Gemischte Infanterie-Brigade
    - 8. Selbstständige Infanterie-Brigade
    - 13. Selbstständige Infanterie-Brigade